# Thomas Linke
Thomas Linke (Sömmerda, Tiringija, 26. prosinca 1969.), bivši je njemački nogometaš.
Igrao je na poziciji braniča, većinom za FC Bayern München. Linke je najpoznatiji bio po svojim opasnim uklizavanjima i sjajnim pogodcima glavom.

## Karijera
Linke je nogometnu karijeru započeo 1977. godine, u lokalnom klubu BSG Robotron Sömmerda. Godine 1983., prešao je u FC Rot-Weiß Erfurt, za čiju je prvu momčad zaigrao tek 1989. U Erfurtu, Linke je zaigrao i u prvoj ligi Istočne Njemačke, a kasnije i u drugoj Bundesligi. Sezone 1991./92. nastupio je u Kupu UEFA s Rot-Weißom.
Schalke 04 je primijetio talent mladog Linkea i doveo ga u klub. U razdoblju od 1992. do 1998. godine, Linke je nastupio u ukupno 175 bundesligaških utakmica za plave. 1998., Linke je otišao u minhenski Bayern, gdje je proveo najuspješnije razdoblje svoje karijere. S bavarcima, Linke je osvojio pet liga, tri kupa i četiri liga-kupa, uz Ligu prvaka i Interkontinentalni kup. 
Početkom 2005./06. sezone, Linke se premjestio u obnovljeni Red Bull Salzburg, zajedno s bivšim suigračem Alexanderom Zicklerom. Brzo je postao standarni igrač i kapetan kluba. S klubom je sljedeće sezone osvojio austrijsku Bundesligu. 13. lipnja 2007., Linke se s 38 godina vratio u Bayern, igrajući za rezervnu momčad. Početkom 2008., vratio se u Salzburg, kao pomoćnik nogometnom direktoru Heinzu Hochhauseru; potom je i završio profesionalnu nogometnu karijeru.
Linke je za njemačku reprezentaciju debitirao 15. studenog 1997. u 3:0 pobjedi protiv JAR-a. S Njemačkom je nastupao na Europskom prvenstvu 2000. i Svjetskom prvenstvu 2002. godine. Nakon SP-a najavio je povlačenje iz reprezentacije, no zaigrao je još jednom 2004. godine pod vodstvom Jürgena Klinsmanna, u prijateljskoj utakmici protiv Austrije.

## Nagrade i uspjesi
Klupski uspjesi
- UEFA Liga prvaka: 2000./01.; doprvak 1998./99.
- Kup UEFA: 1996./97.
- Interkontinentalni kup: 2001.
- Bundesliga: 1998./99., 1999./00., 2000./01., 2002./03., 2004./05.; doprvak 2003./04.
- Njemački kup: 1999./00., 2002./03., 2004./05.; doprvak 1998./99.
- Njemački liga-kup: 1998., 1999., 2000., 2004.
- Austrijska Bundesliga: 2006./07.; doprvak 2005./06.
- UEFA Superkup: doprvak 2001.

Reprezentativni uspjesi
- FIFA SP: doprvak 2002.

## Vanjske poveznice
- Statistika na Fussballdaten.de (njem.)